# Alrewas
Alrewas är en ort och civil parish i Storbritannien.   Den ligger i grevskapet Staffordshire och riksdelen England, i den södra delen av landet, 170 km nordväst om huvudstaden London. Alrewas ligger 56 meter över havet och antalet invånare är 2 805.
Terrängen runt Alrewas är huvudsakligen platt. Alrewas ligger nere i en dal. Runt Alrewas är det mycket tätbefolkat, med 1 266 invånare per kvadratkilometer. Närmaste större samhälle är Sutton Coldfield, 19,0 km söder om Alrewas. Trakten runt Alrewas består till största delen av jordbruksmark.